# Elymnias smithi
Elymnias smithi är en fjärilsart som beskrevs av Dudley Moulton 1915. Elymnias smithi ingår i släktet Elymnias och familjen praktfjärilar. Inga underarter finns listade i Catalogue of Life.